# イニュエンドウ (曲)
「イニュエンドウ」 (Innuendo) は、イギリスのロックバンドであるクイーンの楽曲。タイトルは英語で「当て擦り」や「風刺」を意味する。

## 解説
同名アルバム『イニュエンドウ』の1曲目に収録され、1991年にシングルとしてリリースされた。イギリスのチャートでは初登場1位を獲得し、オランダのチャートで4位、ドイツのチャートで5位を獲得するなど、ヨーロッパを中心に大ヒットした。
作曲クレジットはクイーン。プロデュースはクイーンとデヴィッド・リチャーズ。ゲストとしてスティーヴ・ハウがフラメンコギターで参加している。
作詞は主にロジャーがまとめ、作曲と編曲はメンバー全員で行ったセッションから発展させたという。
曲風はラヴェルのボレロ風リズムと音階で始まり、アコースティックギターのソロが入ると一旦静かな独唱の中間部を通る。それから5拍子のフラメンコギターを含めた展開部や、合唱、フラメンコ風ソロ、変拍子などが入り、提示部のボレロ風メロディーに戻るという複雑な構成である。また、日本の音楽雑誌『CDジャーナル』は「初期の作品群を彷佛させるクラシック風なコンセプトが魅力」「フラメンコ・タッチが異色」と批評している。
また、この曲の演奏時間は6分30秒で、クイーンのシングルの中では「ユア・ハート・アゲイン (ウィリアム・オービット・ミックス)」の6分42秒に次いで長い。

## プロモーション・ビデオ
この楽曲には、ヒバート・ラルフとドロ・プロダクションによって1990年11月にプロモーション・ビデオが制作されている。アルバムのジャケットに用いられたJ・J・グランヴィルのイラストによるアニメで始まり、クレイアニメ、グランヴィルのイラストによるアニメ、戦争や核実験、ポーランド人民軍の軍事パレートなどの実写映像が登場する。メンバーの映像は過去のプロモーション・ビデオ等の編集であるが、フレディはダ・ビンチ、ロジャーはポロック、ジョンはピカソ、そしてブライアンはビクトリア・エッチング風に描かれている。
このビデオは、現在、日本国内向けに発売されているクイーンのプロモーション・ビデオ集DVD(『グレイテスト・ビデオ・ヒッツ1』、『グレイテスト・ビデオ・ヒッツ2』など)には収録されていない。

## 収録曲

### イギリス盤
1. イニュエンドウ - Innuendo (Queen)
2. ビジュウ[注 1] - Bijou (Queen)

### イギリス盤(12インチシングル)・日本盤
1. イニュエンドウ (イクスプローシヴ・ヴァージョン) - Innuendo (Explosive Version) (Queen)
2. アンダー・プレッシャー (with デヴィッド・ボウイ) - Under Pressure (with David Bowie) (Queen, David Bowie)
3. ビジュウ[注 1] - Bijou (Queen)

## 担当
- フレディ・マーキュリー - リードヴォーカル、コーラス、キーボード
- ブライアン・メイ - エレクトリック・ギター、クラシック・ギター
- ジョン・ディーコン - ベース・ギター
- ロジャー・テイラー - ドラムス、パーカッション
- スティーヴ・ハウ - クラシック・ギター、スパニッシュ・ギター・ソロ
- デヴィッド・リチャーズ - キーボード

## ライブでの演奏
クイーンの正規メンバーでは演奏されたことはないが、1992年にウェンブリー・スタジアムで行われたフレディ・マーキュリー追悼コンサートでは、ヴォーカルにレッド・ツェッペリンのロバート・プラントを迎えて演奏された。ただし、声が出ていない等の理由によりDVD版ではカットされている。

## チャート
| チャート (1991年) | ピーク |
| ----------------- | ------ |
| オーストラリア    | 28     |
| オーストリア      | 12     |
| オランダ          | 4      |
| ドイツ            | 5      |
| アイルランド      | 4      |
| イタリア          | 4      |
| ニュージーランド  | 10     |
| スイス            | 3      |
| イギリス          | 1      |
| アメリカ          | 17     |